# Bieler Tagblatt
Het Bieler Tagblatt is een Zwitsers Duitstalig dagblad uit Biel/Bienne in het kanton Bern. 

## Omschrijving
De krant werd in 1850 opgericht onder de naam Seeländer Bote door drukker Franz Josef Amatus Gassmann uit Biel/Bienne. De krant verscheen toen driemaal per week. Vanaf 1904 verschijnt de krant dagelijks. De krant was van liberaal-conservatieve strekking, maar sloot vanaf de jaren 1870 nauwer aan bij de radicalen. Kort voor 1900 was de Seeländer Bote de enige krant die overeind was gebleven door de concurrentie van de kranten Tagblatt der Stadt Biel en Seeland, de krant van de Democratische Partij in Bern. In 1955 nam de krant Express over, een lokaal aankondigingsblad uit Biel/Bienne. Na het verdwijnen van onder meer de socialistische krant Seeländer Volkszeitung werd het Bieler Tagblatt in 1966 het enige overblijvende Duitstalige dagblad in de streek.
De krant wordt uitgegeven door Gassmann AG, die ook het Journal du Jura uitgeeft. In 2000 verscheen de krant op ongeveer 32.000 exemplaren.